# 마이클 멀린

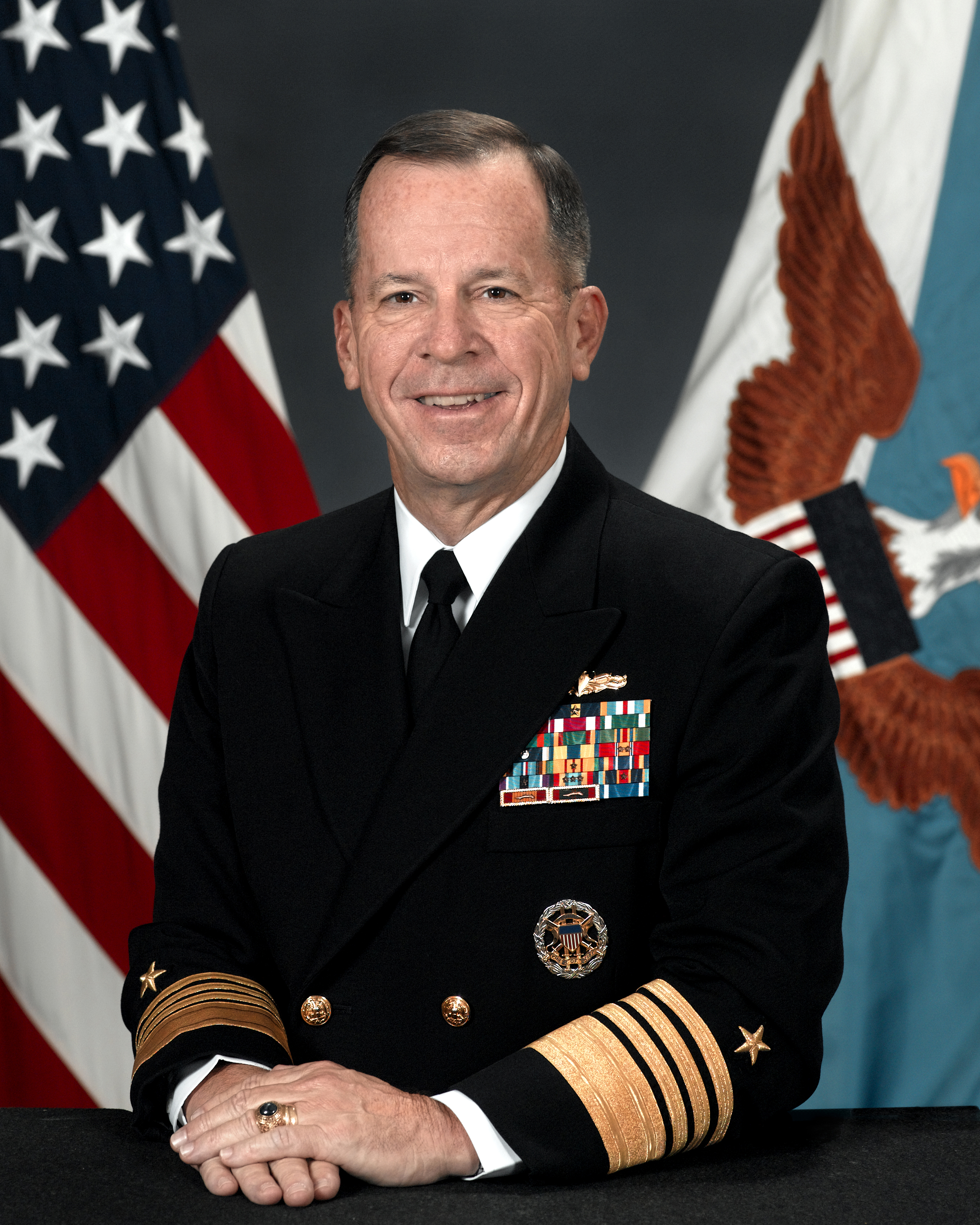
마이클 멀린

마이클 글렌 멀린(Michael Glenn Mullen, 1946년 10월 4일 ~ )은 예비역 미국 해군 대장으로 2005년부터 2007년까지 해군작전사령관을, 2007년부터 2011년까지 미국의 합동참모의장을 지냈다. 1968년 임관하여 2011년 예편할 때까지 43년간 해군 생활을 했다.